# Consider the Birds
Consider the Birds è un album del gruppo musicale statunitense Woven Hand, pubblicato nel 2004.

## Tracce
1. Sparrow Falls – 4:45
2. Bleary Eyed Duty – 4:30
3. To Make a Ring – 4:33
4. Off the Cuff – 3:31
5. Chest of Drawers – 3:52
6. Oil on Panel – 5:36
7. The Speaking Hands – 4:00
8. Down in Yon Forest – 3:08
9. Tin Finger – 3:54
10. Into the Piano – 3:38

## Formazione
- David Eugene Edwards - voce
- Daniel McMahon - piano
- Ordy Garrison - batteria
- Shane Trost - basso